# Ernestas Šetkus
Ernestas Šetkus (Tauragė, 25 mei 1985) is een Litouws voormalig profvoetballer die als doelman speelde. 

## Carrière
De doelman kreeg zijn eerste profcontract aangeboden bij Žalgiris Vilnius in zijn geboorteland in 2005, waar hij zich ontwikkelde als vaste waarde. Hij speelde gedurende zijn carrière in Litouwen, Griekenland, Bulgarije, Wit-Rusland en Turkije, voordat hij in 2016 in Nederland neerstreek bij ADO Den Haag. Hij maakte bij ADO zijn debuut op 6 augustus 2016 tegen Go Ahead Eagles (3-0 winst). Hij verruilde ADO in juli 2017 voor Hapoel Haifa uit Israël en speelde nog bij twee andere Israëlische clubs tot aan zijn voetbalpensioen in 2023. Šetkus maakte op 25 maart 2011 zijn debuut voor Litouwse nationale ploeg, tegen Polen (2-0 winst), en kwam in totaal 38 keer voor zijn land uit.